# Katherine L. Jansen
Katherine Ludwig Jansen (* 1957) ist eine US-amerikanische Historikerin.

## Leben
Sie erwarb einen B.A. an der New York University, 1988, Summa Cum Laude, einen M.A. an der Princeton University, 1990 und besuchte die Scuola Vaticana di Paleografia, Diplomatica e Archivistica (1992–1993). Nach dem Ph.D. an der Princeton University 1995 lehrt sie an Catholic University of America (Ordinary Professor seit 2012, Associate Professor 2000–2012, Assistant Professor 1995–2000).
Ihre Forschungsschwerpunkte sind das mittelalterliche Italien, mittelalterliche Frauen, Geschlechterfragen sowie Religions- und Kulturgeschichte.

## Schriften (Auswahl)
- The making of the Magdalen. preaching and popular devotion in the later Middle Ages. Princeton 2000, ISBN 0-691-05850-4.
- als Herausgeberin mit Joanna Drell und Frances Andrews: Medieval Italy. Texts in translation. Philadelphia 2009, ISBN 0-8122-4164-9.
- als Herausgeberin mit Anne Elisabeth Lester und Guy Geltner: Center and periphery. Studies on power in the medieval world in honor of William Chester Jordan. Leiden 2013, ISBN 978-90-04-24359-0.
- Peace and penance in late medieval Italy. Princeton 2018, ISBN 978-0-691-17774-8.